# Cours sans te retourner
Pour plus de détails, voir Fiche technique et Distribution.
Cours sans te retourner (Biegnij, chłopcze, biegnij - Lauf, Junge, lauf) est un film dramatique germano-franco-polonais réalisé par Pepe Danquart et sorti en 2013.
Il s'agit de l'adaptation cinématographique du roman biographique éponyme écrit en 2000 par Uri Orlev consacré à l'enfance de Yoram Fridman. Ce dernier apparaît dans son propre rôle à la fin du film.

## Synopsis
Srulik, Juif polonais de 8 ans et demi, fuit le ghetto de Varsovie, où il vit avec ses parents et son frère. Après la perte de sa famille, commence alors pour lui un long périple pour échapper aux soldats nazis qui le recherchent. Pour survivre, Srulik doit tout oublier de son ancienne vie. Mais peut-on oublier son propre nom ?

## Fiche technique
- Titre français : Cours sans te retourner
- Titre original : Lauf Junge lauf
- Titre québécois :
- Réalisation : Pepe Danquart
- Scénario : Heinrich Hadding
- Direction artistique :
- Décors :
- Costumes :
- Montage : Richard Marizy
- Musique : Stéphane Moucha
- Photographie : Daniel Gottschalk
- Son :
- Production : Bittersuess Pictures GmbH
Pepe Danquart
Susanne Kusche
Uwe Spiller
- Société de production :
- Sociétés de distribution :  Kino Świat
- Pays d'origine :  Pologne- Allemagne- France
- Langues originales : polonais, allemand
- Genre : drame
- Durée : 108 minutes
- Dates de sortie :     
  -  Allemagne : 5 novembre 2013 (Festival du film de Cottbus)
  -  Pologne : 10 janvier 2014
  -  Allemagne : 17 avril 2014
  -  France : 17 décembre 2014

## Distribution
- Andrzej Tkacz - Srulik Fridman / Jurek Staniak
- Kamil Tkacz - Jurek
- Zbigniew Zamachowski - Hersch Fridman, le père de Srulik
- Elisabeth Duda - Magda Janczyk
- Jeanette Hain - Madame Herman
- Itay Tiran - Mosze
- Mirosław Baka - Mateusz Wróbel
- Grażyna Szapołowska - Ewa Staniak
- Przemysław Sadowski - Kowalski
- Izabela Kuna - Kowalska
- Olgierd Łukaszewicz - Docteur Żurawski
- Rainer Bock - officier SS
- Katarzyna Bargiełowska - Riwa Fridman, la mère de Srulik
- Sebastian Hülk
- Urs Rechn - Scharführer SS
- Julia Stachowicz - Sofia
- Grażyna Błęcka-Kolska - Mania Wróbel
- Lech Dyblik - Rybak
- Dariusz Siastacz

## Distinctions
- Nommé au Deutscher Filmpreis 2014 dans trois catégories.